# Vlag van de Vrijstaat Fiume

Vlag van de Vrijstaat Fiume

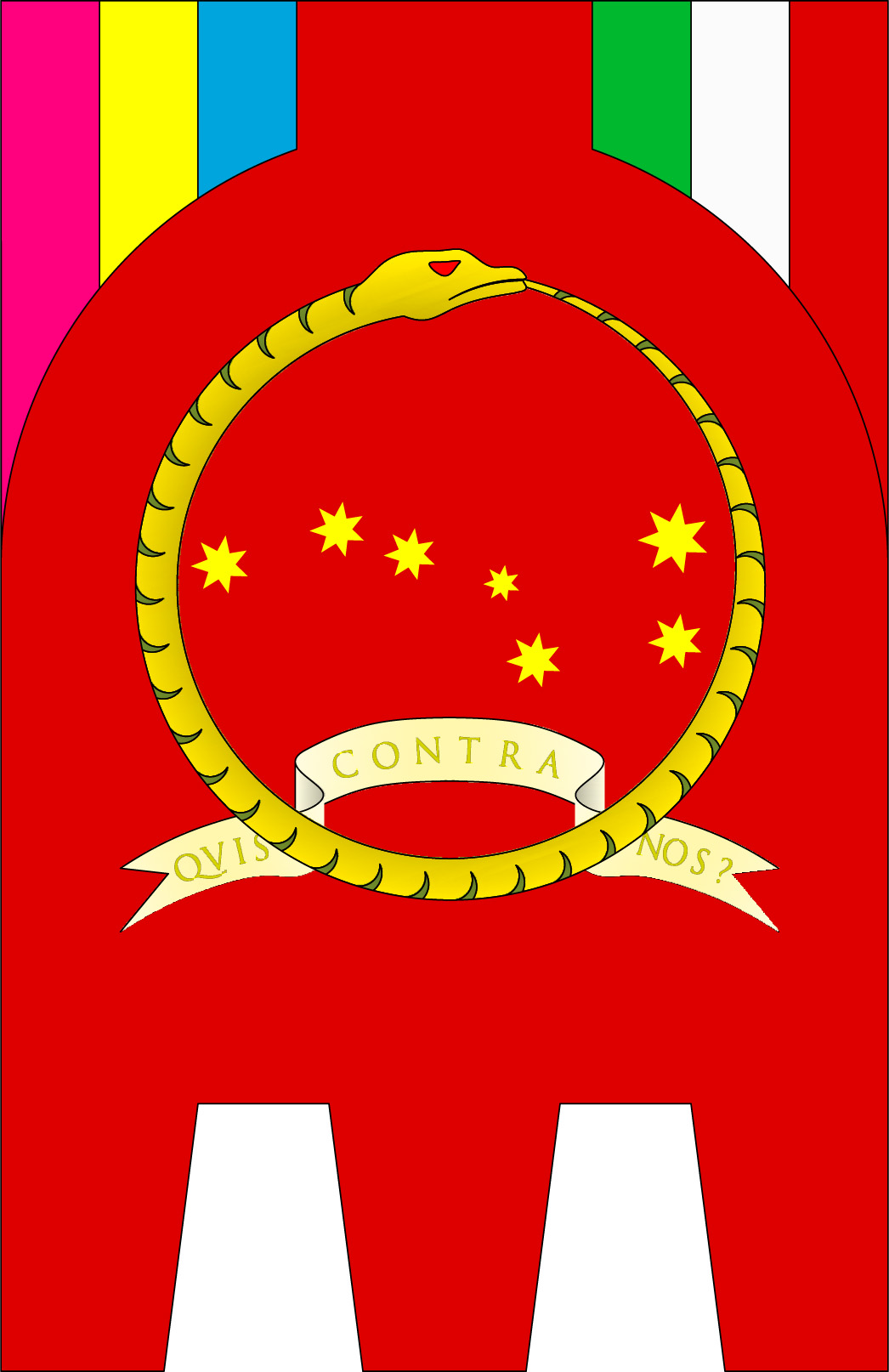
Vlag van het Italiaans Regentschap Carnaro

De vlag van de Vrijstaat Fiume, een staat die tussen 1920 en 1924 bestond, was een horizontale driekleur in de kleuren donkerrood, geel en blauw. Deze vlag was reeds voor 1920 in gebruik bij diegenen in Rijeka die voor een grotere autonomie voor hun stad pleitten. Aangezien deze mensen in eerste instantie de macht in de Vrijstaat Fiume in handen hadden, werd deze vlag de nationale vlag.
Voor het uitroepen van de Vrijstaat viel het grondgebied ervan onder het Italiaans Regentschap Carnaro. Dit is een nooit erkende staat die werd uitgeroepen door de Italiaanse schrijver Gabriele D'Annunzio in Rijeka, op 8 september 1920. De zelfuitgeroepen staat werd in december van hetzelfde jaar vervangen door de Vrijstaat Fiume, die wel enige erkenning kreeg. De vlag die in deze periode gebruikt werd, staat hierboven afgebeeld.

## Huidige vlag van Rijeka

Huidige vlag van Rijeka

De huidige vlag van Rijeka bestaat uit een lichtblauw veld met het gemeentewapen afgebeeld. In zijn moderne vorm werd het op 26 november 1998 aangenomen bij besluit van de gemeenteraad.
De ceremoniële vlag is in 1870 in gebruik genomen, en bestaat uit drie even hoge banen van rood-geel-blauw, met in het midden het gemeentewapen afgebeeld. De kleuren rood-geel-blauw is gebaseerd op de vlag van de Vrijstaat Fiume.

Wapen van Rijeka
Ceremoniële vlag

Rijksstad Aken · Anhalt · Baden · Bataafse Republiek · Koninkrijk der Beide Siciliën · Koninkrijk Beieren · Groothertogdom Berg · Hertogdom Bourgondië · Brunswijk · Cornwall · Koninkrijk Dalmatië · Vrije Stad Danzig · Duitse Democratische Republiek · Duitse Rijk · Deutschösterreich · Engelse Gemenebest · Koninkrijk Etrurië · Vrijstaat Fiume · Republiek Gumuljina · Koninkrijk Hannover · Hanze · Heilige Roomse Rijk · Herceg-Bosna · Hessen-Darmstadt · Hessen-Kassel · Hessen-Homburg · Volksstaat Hessen · Idel-Oeral Staat · Joegoslavië · Kerkelijke Staat · Koeban · Koerland · Republiek Krakau · Lucca · Prinsbisdom Luik · Luikse Republiek · Mecklenburg-Schwerin · Mecklenburg-Strelitz · Memelland · Midden-Litouwen · Nazi-Duitsland · Neutraal Moresnet · Occitanië · Oldenburg · Oost-Roemelië · Oostenrijk-Hongarije · Ottomaanse Rijk · Parthenopeïsche Republiek · Pommeren · Pruisen · Republiek Ragusa · Reuss jongere linie · Reuss oudere linie · Volksstaat Reuss · Rijnprovincie · Protectoraat Saarland · Saksen · Saksen-Altenburg · Saksen-Coburg en Gotha · Saksen-Hildburghausen · Saksen-Meiningen · Savoie · Servië en Montenegro · Sovjet-Unie · Transkaukasische Socialistische Federatieve Sovjetrepubliek · Tsjecho-Slowakije · Unie van Kalmar · Republiek Venetië · Waldeck-Pyrmont · Westfalen · Weimarrepubliek · Württemberg ·  Republiek der Zeven Verenigde Nederlanden (1572-1795) · Republiek der Zeven Verenigde Nederlanden (1650-1795)